# Caithness
Caithness és un comtat, àrea municipal i zona de govern local històrica d'Escòcia (gaèlic: Gallaibh).
El nom també va ser utilitzat per designar el comtat de Caithness i el districte electoral de Caithness per al Parlament del Regne Unit (1708 a 1918). Les seves fronteres no són les mateixes en diferents contexts, al començament del segle XXI la zona de Caithness es troba completament dins del Consell dels Highlands.
L'any 2007 el Consell de Highland, que en l'actualitat és el govern local, va crear la "Zona administrativa de Caithness", que posseeix fronteres similars a les de l'àrea històricament sota govern local. La població del comtat segons el cens del Regne Unit de 2001 era de 23.866 habitants.
La bandera de Caithness és la bandera del comtat escocès de Caithness. Fou registrada a l'Institut de la bandera, amb seu a Londres, com la bandera oficial del comtat en 2016. La bandera va ser presentat pel Lord Lyon, el Dr. Joseph Morrow, en una cerimònia a la Caithness House de Wick, el 26 de gener de 2016.

## Municipis
- Berriedale: ND118227
- Burnside: ND104689
- Castletown: ND192680
- Dunbeath
- Dunnet: ND221713
- Gillock
- Halkirk: ND130594
- Haster: ND327512
- Mey
- Morven ND005285
- John o' Groats: ND380734
- Latheron: ND199335
- Reiss
- Reay
- Reay: NC964647
- Sibster
- Thurso: ND118685
- Watten: ND242544
- Wick: ND363510